# Zirkus um Confetti
Zirkus um Confetti war eine Kinderserie, die von 2004 bis 2008 im Confetti TiVi auf ORF 1 gesendet wurde. Neben der Titelfigur Confetti, einem frechen gelben Wesen mit grünen Haaren, waren seit Beginn die Stadtgans Mimi, der gutmütige Hund Bobo, der freche französische Hase Schu Schu und die schlauen Socken als Hauptfiguren dabei. Mit den singenden Wuscheln, liebenswertem „Ungeziefer“, werden die jüngsten Zuseher aufgefordert, ein kleines Lied zu singen.